# Górzna (Włodowice)
Górzna (niem. Schöppenberg) – przysiółek wsi Włodowice w Polsce, położony w województwie dolnośląskim, w powiecie kłodzkim, w gminie Nowa Ruda.

## Położenie
Górzna leży jest w Sudetach Środkowych w północnej części Wzgórz Włodzickich, na wschodnim zboczu wzniesienia Gaj, w południowo-zachodnim skraju Włodowic, na wysokości około 400–420 m n.p.m.

## Podział administracyjny
W latach 1975–1998 przysiółek administracyjnie należał do województwa wałbrzyskiego.

## Historia
Górzna powstała najprawdopodobniej w końcu XIX wieku jako kolonia Włodowic. Miejscowość nigdy nie rozwinęła się i odgrywała poważniejszej roli, zawsze był to rolniczy przysiółek złożony tylko z kilkunastu domów. W roku 1910 było tu 50 mieszkańców, stan taki utrzymał się do 1933 roku. Po 1945 roku Górzna utrzymała swój charakter i częściowo wyludniła się, część domów dołączono do sąsiedniej Rzędziny.